# レギア
レギア（ラテン語: Regia）はイタリア ローマのフォルム・ロマヌムにある王政ローマ時代には王の執務室、また共和政ローマや帝政ローマ時代には最高神祇官の公邸であった建物のこと。
ウェスタ神殿、ディウウス・カエサル神殿とアントニヌス・ピウスとファウスティナ神殿に囲まれた場所にあり、現在ではその基礎部分が残っているだけである。
クリアと同じく、長い古代ローマ時代に何度も建て替えられ、最も古いものは王政時代まで遡ることができる。

## 概要
伝説によれば、最初の建物は第2代の王ヌマ・ポンピリウスの時代に王宮として建てられたそうである。このとき同時にウェスタ神殿、巫女たちの家なども建てられ、国の政治・宗教の中枢地区フォルム・ロマヌムを形成した。
共和政ローマ時代には最高神祇官の公邸となり、（複数名が任命され権限が制限される執政官としてではなく、国で唯一名の最高神祇官の肩書を用いて国の統治を意図した）ガイウス・ユリウス・カエサルも、この公邸の主となり国を統治した。
また、レギアは神官団の公文書館の役割も果たしており、祈祷や犠牲など宗教儀式に関する文書や聖なる日を定める暦、国事記録、結婚や死去、相続に関する記録文書などが保管されていた。
紀元前390年、前148年、前36年に火災等により焼失し再建されている。カエサル没後8年の前36年の焼失時には、アウグストゥスの側近であったグナエウス・ドミティウス・カルウィヌスにより再建された。
現在見られる遺跡は、幾度もの焼失や倒壊を経て、当初とは別の位置に建て替えられたもので、変則的な形の中庭を持つ建物で、凝灰岩で舗装され木造屋根のポルティコを持った建物であった。この建物は7世紀から8世紀頃に一般住居に改築されていたと考えられている。